# Fotiní (Kastoriá)
Fotiní, en grec moderne : Φωτεινή, est un village du dème de Kastoriá, district régional de Kastoriá, en Macédoine-Occidentale, Grèce.
Selon le recensement de 2011, la population du village compte 186 habitants.